# Margarita de Cardona

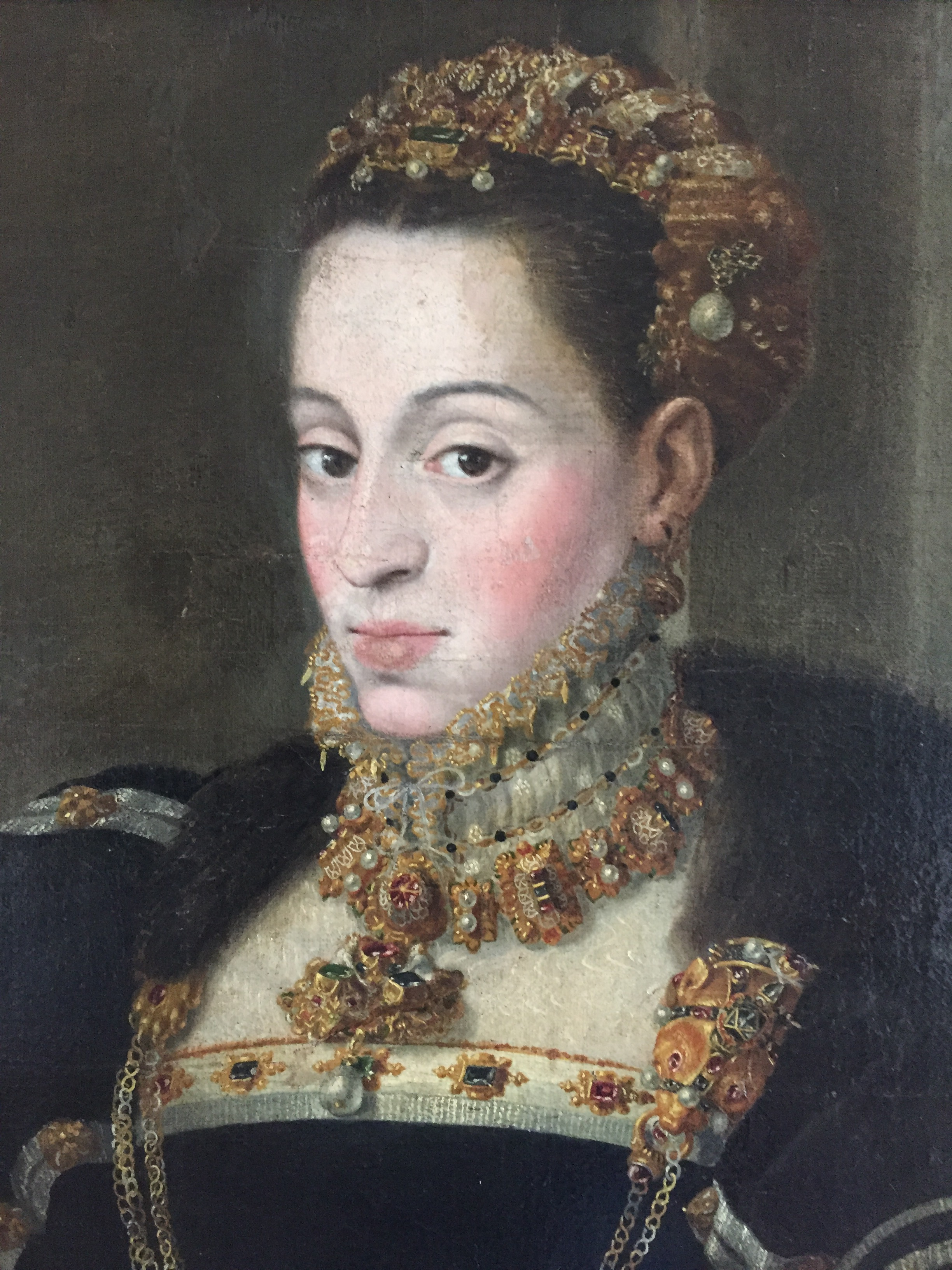
Dona Margarita de Cardona

Margarita de Cardona, född i Caligari 1535, död 1609, var en spansk hovfunktionär. Hon var hovdam åt den tysk-romerska kejsarinnan Maria av Spanien mellan cirka 1548 och 1603. Som sådan utgör hon en sällsynt källa för livet vid det spanska hovet för en kvinnlig hovfunktionär, ett ämne som annars är mycket lite utforskat. 

## Biografi
Margarita de Cardona var dotter till Antonio de Cardona, baron de Sant Boi de Llobregat (d. 1554), och Maria de Requesens (d. 1577), och föddes på Sardinien där hennes far då var guvernör. Familjen tillhörde de mest framstående i rang bland den spanska adeln. 
Hon blev hovfröken åt prinsessan Maria av Spanien då fadern återvände till Spanien. Maria gifte sig 1548 med Maximilian av Österrike. Cardona ingick båda i Marias hov då hon reste till Wien med sin make år 1551: hennes mor var överhovmästarinna för Marias hov 1554–1577. Det är okänt när Cardona själv blev hovdam hos Maria, men 1555 omnämns hon som en av de hovdamer som hade följt med Maria från Spanien till Österrike. Hon gifte sig 1555 med Maximilians överhovmästare baron Adam av Dietrichstein, och kunde tack vare att även maken var hovfunktionär behålla sin hovtjänst: 1560 finns hon omnämnd som duenas de honor och maken som Marias hovstallmästare. Paret utgjorde en del av den strängt katolska spanska krets Maria föredrog vid sitt hov, som var organiserat helt enligt spansk modell. Margarita de Cardona och hennes make nämns som en av de två viktigaste paren vid hovet, vid sidan av Maria de Lara och Wratislav av Pernstein. 
År 1563 avreste hon till Spanien, där hennes make skulle fungera som ambassadör och som ayo (guvernör) för Marias söner Rudolf och Ernst, som enligt avtal skulle uppfostras i Spanien. Mellan 1564 och 1573 innehade paret en inflytelserik ställning vid det spanska hovet, där Cardonas syster Ana dessutom var hovdam åt prinsessan Juana. När Filip II av Spanien gifte sig med sin systerdotter, Marias dotter Anna av Österrike år 1570, fick Cardona på begäran av Maria uppgiften att organisera Annas hovstat och rekommendera dess poster. Cardonas döttrar Maria och Hipolita blev hovdamer hos Anna, och dottern Ana hos prinsessan Juana. Cardona återvände 1573 till Wien, och återfick då sin tjänst som hovdam hos kejsarinnan Maria. 
Familjen Dietrichstein intog en favoriserad position vid de olika habsburgska hoven då Cardonas söner och döttrar alla fick hovtjänster i Spanien, Österrike och Spanska Nederländerna. Hennes syster Ana och dotter Anna var båda hovdamer hos prinsessan Juana fram till dennas död 1573, då de båda ingick i drottningens hov och därefter i de spanska prinsessornas hov: särskilt Anna av Dietrichsteins brevväxling med sin mor är uppmärksammad och ses som ett exempel på hur en hovfunktionär kunde agera som familjeagent, föra vidare ansökningar om hovtjänster och även rapportera om politiska frågor. Margarita de Cardona åtföljde Maria då denna återvände till Spanien efter att hon blev änka.         